# Clinanthus
Clinanthus je rod lukovićastih geofita iz prodice zvanikovki smješten u tribus Hymenocallideae. Dvadesetak vrsta raste po Južnoj Americi, od Ekvadora do sjeverozapadne Argentine. Nekada član bivšeg tribusa Clinantheae.
Rod je opisan 1821., a tipična vrsta je peruanski endem Clinanthus luteus.

## Vrste
1. Clinanthus callacallensis (Ravenna) Meerow
2. Clinanthus campodensis (Ravenna) Meerow
3. Clinanthus caracensis (Ravenna) Meerow
4. Clinanthus chihuanhuayu (Cárdenas) Meerow
5. Clinanthus coccineus (Ruiz & Pav.) Meerow
6. Clinanthus croceus (Savigny) Meerow
7. Clinanthus elwesii (Baker) Meerow
8. Clinanthus flammidus (Ravenna) Meerow
9. Clinanthus fulvus (Herb.) Meerow
10. Clinanthus glareosus (Ravenna) Meerow
11. Clinanthus humilis (Herb.) Meerow
12. Clinanthus imasumacc (Vargas) Meerow
13. Clinanthus incarnatus (Kunth) Meerow
14. Clinanthus incarum (Kraenzl.) Meerow
15. Clinanthus luteus Herb.
16. Clinanthus macleanicus (Herb.) Meerow
17. Clinanthus microstephium (Ravenna) Meerow
18. Clinanthus milagroanthus S.Leiva & Meerow
19. Clinanthus mirabilis (Ravenna) Meerow
20. Clinanthus recurvatus (Ruiz & Pav.) Meerow
21. Clinanthus sunchubambae (Ravenna) Meerow
22. Clinanthus variegatus (Ruiz & Pav.) Meerow
23. Clinanthus viridiflorus (Ruiz & Pav.) Meerow

## Sinonimi
- Anax Ravenna
- Callithauma Herb.
- Carpodetes Herb.
- Coburgia Sweet
- Crocopsis Pax
- Neaera Salisb.